# ليولايموس بيتروفيلوس
ليولايموس بيتروفيلوسLiolaemus petrophilus هو نوع من السحالي في عائلة الإغوانية. وهو مستوطن في الأرجنتين .